# Gangsta rap
El Gangsta rap és el subgènere de la música rap en el qual les lletres donen més importància a les històries de gàngsters i drogues sense un missatge social constructiu. És principalment un subgènere temàtic, que es plasma en diferents subestils musicals de la música hip-hop.

## Antecedents
La temàtica del crim, la violència, les drogues va aparèixer aviat en el hip-hop, però els principals artistes no s'hi centraven. En el període entre 1986 i 1992 tenien més repercussió les lletres amb un missatge afrocéntric positiu, en les quals el fenomen gàngster era denunciat per les seves conseqüències negatives. Alguns artistes representatius d'aquesta època, com Public Enemy i Boogie Down Productions parlaven repetidament d'ús d'armes, o d'enfrontar-se a la policia i les autoritats, i s'autodeclaraven com a criminals, però el seu desafiament tenia una finalitat constructiva, dirigint-se a la millora de la comunitat afroamericana. Durant la major part dels anys vuitanta, els discos de rap de més repercussió es van gravar en la Costa Est dels Estats Units, principalment a Nova York, encara que també havia escenes importants en Nova Jersei i a Filadèlfia. El rap de la Costa Oest estava molt enfocat al ball, amb lletres principalment lúdiques. El yeyo (argot que designa a la cocaïna) sempre va estar vinculat al rap gangsta, acabant amb centenars de MC's que després de consumir-la van pretendre fer-lo gratis, distribuint-la ells de manera personal. Això els portà a la ruïna i a molts a la presó.

## Inicis
Ice T, originari de Nova Jersey, va començar a donar-se a conèixer rapejant a Califòrnia. En 1987, influït per raps sobre crims de Schoolly D, va publicar el seu disc Rhyme pays, considerat pioner del gangsta rap. Sobre bases rítmiques però simples del dj Afrika Islam, Ice T rapejava lletres escrites des del punt de vista del gàngster, com "Six n' da Mornin".
Boogie Down Productions van llançar la seva primer single, "Say No Brother (Crack Attack Don't Do It)", en 1986. Va Ser seguit de "South-Bronx/P is Free" i "9mm Goes Bang" en el mateix any. L'última és la més gangsta de les tres; en ella KRS-One descriu com dispara a camells de marihuana després que aquests intentin matar-li en la seva casa. L'àlbum Criminal Minded va sortir en 1987, i poc temps després, el DJ del grup, Scott LaRock va ser tirotejat i assassinat. Després d'aquest fet, BDP van enfocar els seus líriques a la consciència social.
En 1988 el rapper de Los Angeles Eazy-E va publicar el seu disc Eazy duz it, però el seu gran èxit va ser reunir un grup, NWA, gravar els seus temes en 1988, i publicar 1989 Straight outta Compton. A causa de les seves lletres que glorificaven la figura del gàngster i injuriaven a les dones i a la policia, no va aconseguir el suport de les principals emissores, es van cancel·lar concerts, va rebre crítiques del Departament de Policia de Los Angeles, de l'FBI i de diversos moviments socials. No obstant això va ser un èxit de vendes: va ser el primer LP a aconseguir un disc de platí sense difusió en ràdio. I va tenir una gran repercussió mediàtica, fins i tot fora dels Estats Units, encara que moltes vegades per assumptes aliens a la música.
L'estil va quallar no només en la Costa Oest, sinó també en l'Est i en altres grans ciutats dels Estats Units, on molts joves rappers es van llançar a glossar la vida del gàngster, molts d'ells després d'haver tingut experiències delictives, i molts altres simplement imitant la temàtica. L'escriptor i periodista Karim Madani, al seu llibre Jewish Gangsta, explica la història concreta d'un grup d'adolescents d'origen jueu que es dedicaven al tràfic de drogues i als robatoris a botigues i a altres traficants a Nova York, a finals dels 80, i que després d'algunes estades a la presó varen acabar formant el grup de hip hop Non Phixion, un referent del hip hop blanc (white trash) en un circuit dominat per rapers negres, que es va avançar a l'aparició d'altres rapers blancs com els Beastie Boys o Eminem.

## Consolidació
En 1992, l'àlbum The Chronic de Dr. Dre, ex-membre de N.W.A. va suposar altre èxit del gàngsta rap. Quant a la seva música, l'estil s'ha definit com a G-funk, un rap suau, molt ballable i amb molts samples de P-funk. The Chronic va marcar l'inici d'una època en la qual la temàtica gangsteril i l'estil G-funk predominarien en els primers llocs de les llistes de vendes de rap.
El mateix Dre, juntament amb Marion "Suge" Knight fundaria la companyia discogràfica Death Row Records des de la qual llançarien a nous artistes d'èxit internacional, com Snoop Doggy Dogg o Tupac Shakur.
The Notorious B.I.G. i altres artistes van impulsar un so més comercial, amb fragments amb pegada de Rhythm & Blues i samples recognoscibles de coneguts temes de rock i soul.
El gangsta rap ha tingut des de llavors una important presència fins i tot en les llistes generals de vendes de música pop en Estats Units, i en menor mesura, d'altres països.
La consolidació del gangsta rap en Estats Units va coincidir amb la marginació i la vinculació amb la violència de l'under a la fi dels anys noranta. També va coincidir amb una època que la música hip hop va influir en les manele (estil de música popular romanesa en el qual també són habituals les històries explícites de delinqüència i sexe cru i l'ostentació del luxe).
Des de fa molts anys, les històries de gàngsters són narrades en tercera o primera persona pels cantants mexicans de narcocorridos.